# Numedal

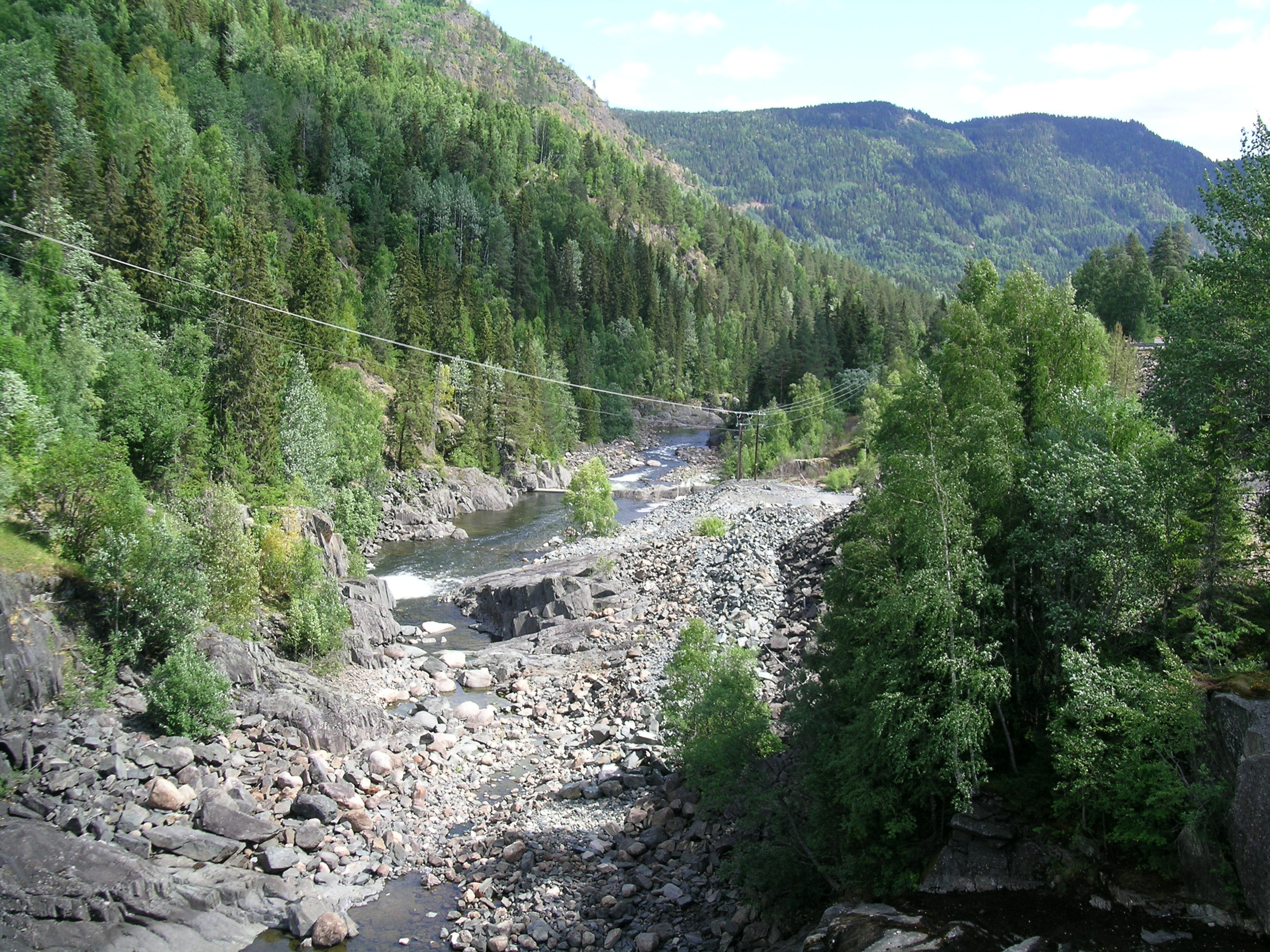
Numedal y el Numedalslågen, en las cercanías del pueblo de Nore.

Numedal es un distrito tradicional y uno de los grandes valles del sureste de Noruega. Se extiende desde la ciudad de Kongsberg (su principal centro urbano), en el sur, en dirección noroeste hasta Dagali.
A lo largo de todo el valle corre el río Numedalslågen, uno de los cursos de agua más largos de Noruega y de gran importancia para la vida del valle (fue utilizado para transportar madera).
Numedal comprende cuatro municipios: Kongsberg, Flesberg, Rollag y Nore og Uvdal, todos pertenecientes a la provincia de Buskerud. Tiene una superficie de 4305 km² y una población de 30 393 habitantes en 2007.

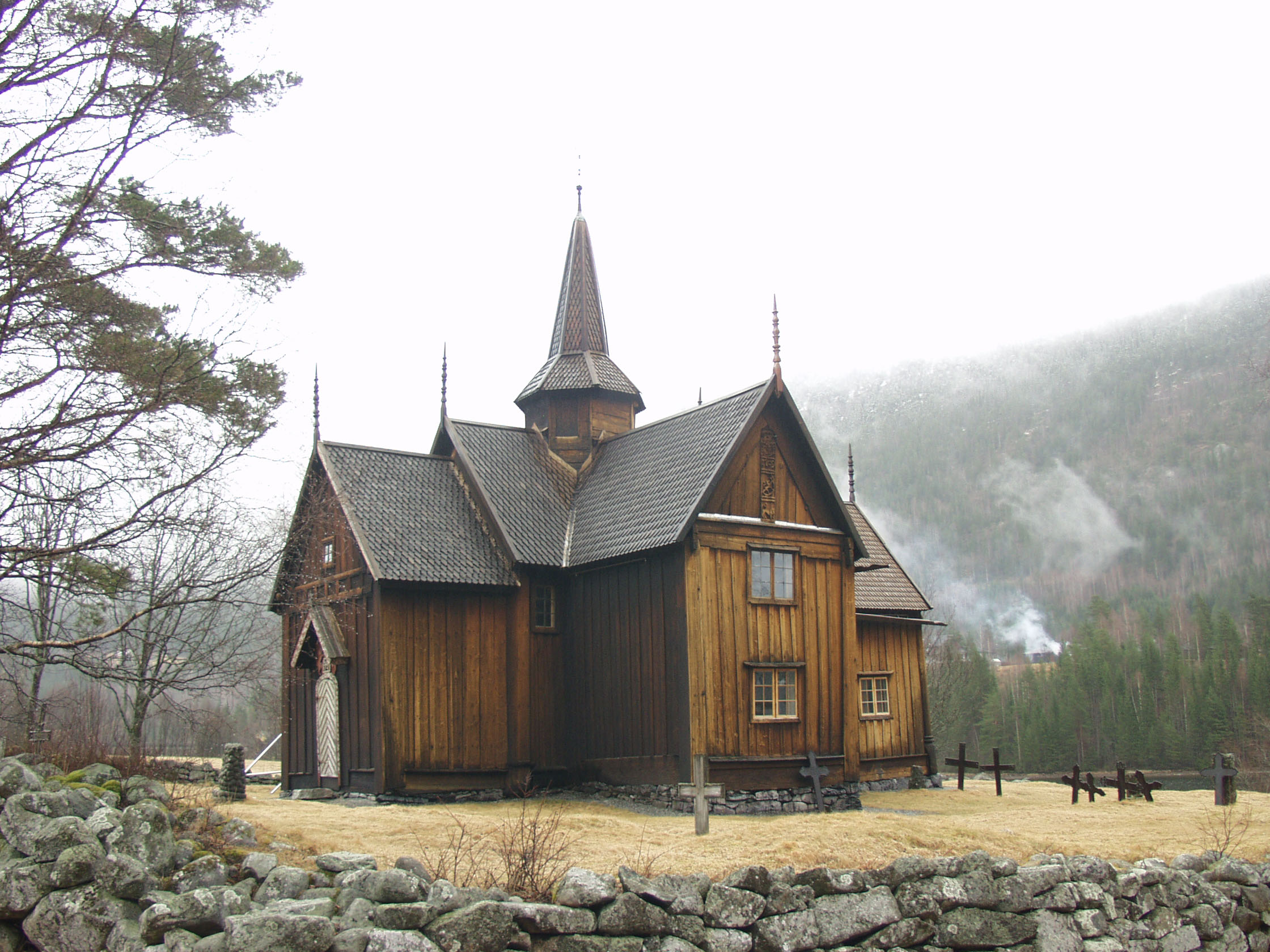
La stavkirke de Nore, edificación del.

Históricamente, Numedal ha formado parte de los caminos noruegos (Nodmannsslepene), la principal arteria de comunicación terrestre entre el este (Østlandet) y el oeste (Vestlandet) del país. Aún se conservan restos de viviendas de la Edad de Piedra, túmulos funerarios y otros rastros de actividad humana desde hace 8000 años. De la Edad Media se conservan 40 edificios de madera y 4 stavkirke.
- Datos: Q542051
- Multimedia: Numedal / Q542051